# Doxa (entreprise)
 (décembre 2021).
 (décembre 2021).
Doxa est une marque d'horlogerie de luxe suisse.

## Histoire
Fondée en 1889 au Locle, dans le canton de Neuchâtel (Suisse) par Georges Ducommun, la marque ne fabrique pas seulement des montres de gousset, mais équipe également les premières automobiles (tels que les premiers modèles de Bugatti) avec une horloge, le modèle DOXA 8-day breveté en 1908, intégrée au tableau de bord.
En 1967, la marque produit son modèle DOXA SUB, une montre étanche qui inclut pour la première fois une lunette rotative permettant de lire la table officielle des paliers de décompression ainsi qu'un fond orange lumineux (contrastant avec les fonds traditionnels noirs ou blancs) permettant de lire facilement l'heure dans la pénombre des fonds marins. Cette montre est sélectionnée par les plongeurs de l'US Navy au début des années 1970.

## Source
- (en) Site officiel